# Dendrothele tetracornis
Dendrothele tetracornis är en svampart som beskrevs av Boidin & Duhem 1996. Enligt Catalogue of Life ingår Dendrothele tetracornis i släktet Dendrothele,  och familjen Corticiaceae, men enligt Dyntaxa är tillhörigheten istället släktet Dendrothele,  och familjen Lachnellaceae. Arten är reproducerande i Sverige. Inga underarter finns listade i Catalogue of Life.